# Corgatha xanthobela
Corgatha xanthobela là một loài bướm đêm trong họ Erebidae.